# Elevatie (anatomie)
Elevatie is de opwaartse beweging van een gewricht. Het tegenovergestelde is depressie.
Een voorbeeld van elevatie is bij de schoudergordel waarbij het schouderblad vanuit de neutrale uitgangshouding, de anatomische houding, langs de borstkas omhoog wordt getrokken. 

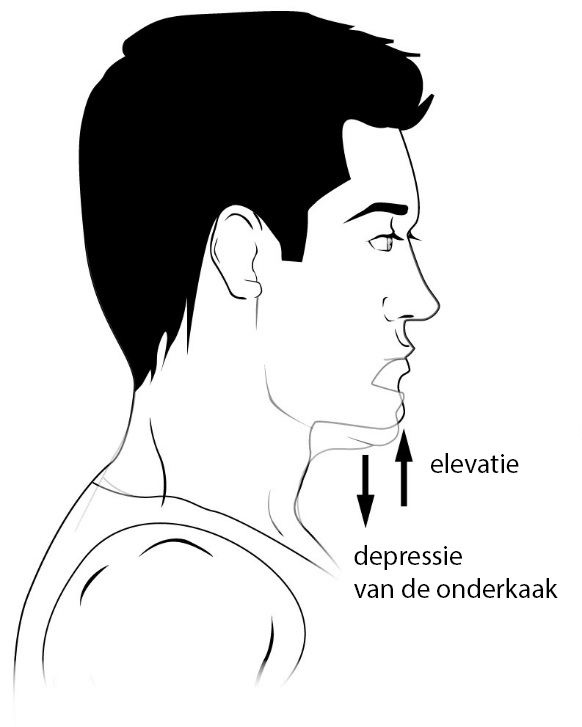